# Ulica Wojciecha Cybulskiego we Wrocławiu
Ulica Wojciecha Cybulskiego – jedna z ulic Wrocławia, położona w centrum miasta, w obrębie osiedla Nadodrze, w dawnej dzielnicy Śródmieście. Upamiętnia Wojciecha Cybulskiego. Niemiecka nazwa Salzstraße (ulica Solna) została nadana w dniu 30 kwietnia 1824 r. i obowiązywała do roku 1945.
Ulica ma długość 370 m, przebiega na linii wschód – zachód. Swój bieg rozpoczyna na skrzyżowaniu z ulicą Drobnera, a kończy łącząc się z placem Maksa Borna, w połowie długości ulicę Cybulskiego przecina południowy odcinek ulicy Pomorskiej. Nawierzchnię wykonaną ma z granitowej kostki brukowej. Przy ulicy Cybulskiego i sąsiednim placu Maksa Borna mieszczą się instytuty Uniwersytetu Wrocławskiego: Instytut Fizyki i Instytut Nauk Geologicznych i część Instytutu Zoologicznego, a do przełomu XX/XXI wieku znajdowało się tu także kilka jednostek wrocławskiej Akademii Rolniczej. Na rogu Cybulskiego i Pomorskiej znajduje się Archiwum Państwowe. Przy ulicy Cybulskiego eksponowany jest także jeden z wrocławskich krasnali - Geolog, umieszczony na piaskowcowym bloku.

## Historia
Do schyłku XVIII w. na terenie obecnej ulicy znajdowały się ogrody i tereny zielone, a według Z. Antkowiaka także strzelnica bractwa kurkowego zlikwidowana w 1772. W czasie rozbudowy fortyfikacji wokół Wrocławia (od 1772) rejon ul. Cybulskiego został w większości objęty zespołem fortyfikacji Oderkronwerk, a część zachodnia wraz z terenem dzisiejszego placu Maksa Borna wchodziła w skład fortyfikacji Schiesswerder-Schanze. Po zburzeniu umocnień wokół miasta (w 1807 i latach późniejszych) wytyczono po raz pierwszy ulicę, nazwaną Salzgasse, która pojawia się na mapie z 1824. Ówczesny przebieg ulicy pokrywał się w większości z dzisiejszym, przy czym sięgała ona dalej na północny zachód, otaczając również od wschodu magazyny soli (widoczne na planach z 1831 i 1853) położone na terenie zajmowanym dziś przez plac M. Borna. Zmianę przebiegu ulicy do współczesnego widać na planie z 1875 - wówczas krótki końcowy odcinek skręcający na północ i będący dziś wschodnim krańcem placu Borna wydzielono z ulicy Salzgasse i włączono do Schiesswerder Strasse (dziś Kurkowej), w związku z czym Salzgasse miała już całkowicie równoleżnikowy przebieg i jej zachodni kraniec dochodził do Odry. Początkowo przy ulicy tej zabudowa była nieliczna, koncentrując się przy wschodnim krańcu (w pobliżu istniejącego już wówczas Mostu Długiego, od 1869 Mostu Uniwersyteckiego) oraz na zachodnim krańcu, przy magazynach. Środkową część zajmowały głównie tereny zielone, co stwierdzić można jeszcze na planach miasta z 1857. Dopiero na panoramicznej mapie z 1870 widać, że budynki i fabryki zajmują większość długości ulicy.
W czasie powodzi w 1903 szereg zakładów przemysłowych usytuowanych przy Cybulskiego i sięgających aż do Odry (dzisiejszy bulwar J. Zwierzyckiego) znacząco ucierpiało w efekcie wylania Odry z pobliskiego koryta. Między innymi zawaliła się wskutek podmycia część kompleksu dużej gorzelni Stern-Sternberga, stajnia w innej fabryce spirytusu Altschaffela, zalana była też miejscowa kuźnia. Przed południem na terenie fabryki spirytusu podmyty został budynek stajni, który następnie runął do wody. Kilka godzin później, na sąsiadującej działce w innej wytwórni spirytusu, do wody obsunęła się duża część murowanego nadbrzeża, a następnie narożnik i ściana wysokiego na 12 m i szerokiego na 40 m budynku rafinerii spirytusu. W 1887-1888 mieszkał na Cybulskiego Jan Kasprowicz, co upamiętnia tablica pamiątkowa na domu nr 17 (poeta wynajmował mieszkanie na drugim piętrze). Od 1911 w kamienicy przy ul. Cybulskiego 2/4 działało kino Johanna Beera. Po otworzeniu w 1930 północnego mostu Pomorskiego, powstało skrzyżowanie Cybulskiego z Pomorską (Am Oder-Kronwerk) prowadzącą z północy przez oba mosty Pomorskie do centrum i widoczne na planie z 1931. W latach 1935–1940 zbudowano wedle projektu Rudolfa Kühna utrzymany zasadniczo w formach modernistycznych z wpływami reprezentacyjnej architektury III Rzeszy istniejący do dziś ciąg budynków użyteczności publicznej między Cybulskiego a Odrą. Do 1945 znajdował się tam urząd pracy (Arbeitsamt - w skrzydle środkowym równoległym do Cybulskiego, dziś Inst. Nauk Geologicznych, natomiast w skrzydle przy ul. Pomorskiej były mieszkania dla personelu - dziś Archiwum Państwowe) i urzędy skarbowy i celny (w skrzydle zachodnim przy pl. Borna); od 1946 mieści się w tym ciągu Archiwum Państwowe, a od 1949 także Instytut Nauk Geologicznych Uniwersytetu Wrocławskiego. W czasie oblężenia Wrocławia w 1945, w piwnicach budynku urzędu znajdował się szpital polowy, po kapitulacji Niemców wykorzystywany przez armię radziecką do IV 1946 r.
Zniszczenia wojenne były niewielkie, poniżej 15% i większość domów mieszkalnych i publicznych zachowała się. Są to przeważnie budynki czteropiętrowe. Część kamienic przedwojennych posiada stiukowe ozdoby w stylu secesyjnym (Cybulskiego nr 8, 10, 37 i 39). Secesyjne kamienice nr 8 i 10 są projektu Richarda Güntzela i wzniesiono je dla kupca Maxa Hendricka w 1906 r.. Kamienicę nr 37 zaprojektowano w 1899 dla spółki budowlanej Kassner & Fleck. Zdobią ją secesyjne personifikacje czterech pór roku oraz sakiewka i klepsydra będąca symbolem kupieckiej gospodarności. Dwie kamienice mają na fasadzie podane daty: 1898 (dom nr 35) oraz 1891 (dom nr 15). Kamienica nr 2/4 powstała w 1874 r. na zamówienie kupca A. Silberga. W 1945 ulica zyskała obecnego patrona. Po powstaniu placu Dąbrowszczaków (dziś Borna) w 1956, zachodni kraniec Cybulskiego, dochodzący do Odry, włączono do nowego placu i ulica została nieznacznie skrócona do współczesnej długości. Pod koniec XX w. wybudowano także dwa nowe bloki mieszkalne, jako „plomby” w starej zabudowie (Cybulskiego nr 7 i nr 41). Po II wojnie światowej przy tej ulicy otworzono dwa, działające do dziś, muzea: Muzeum Mineralogiczne i Muzeum Geologiczne, oba pod zarządem Uniwersytetu Wrocławskiego. W 1946 na rogu Cybulskiego i Pomorskiej urządzono Wojewódzkie Archiwum Państwowe, przechowujące zbiory archiwaliów z Dolnego Śląska i częściowo ze Śląska Opolskiego, a w 1950 na ul. Cybulskiego 36 wprowadził się Komitet Wojewódzki PZPR.

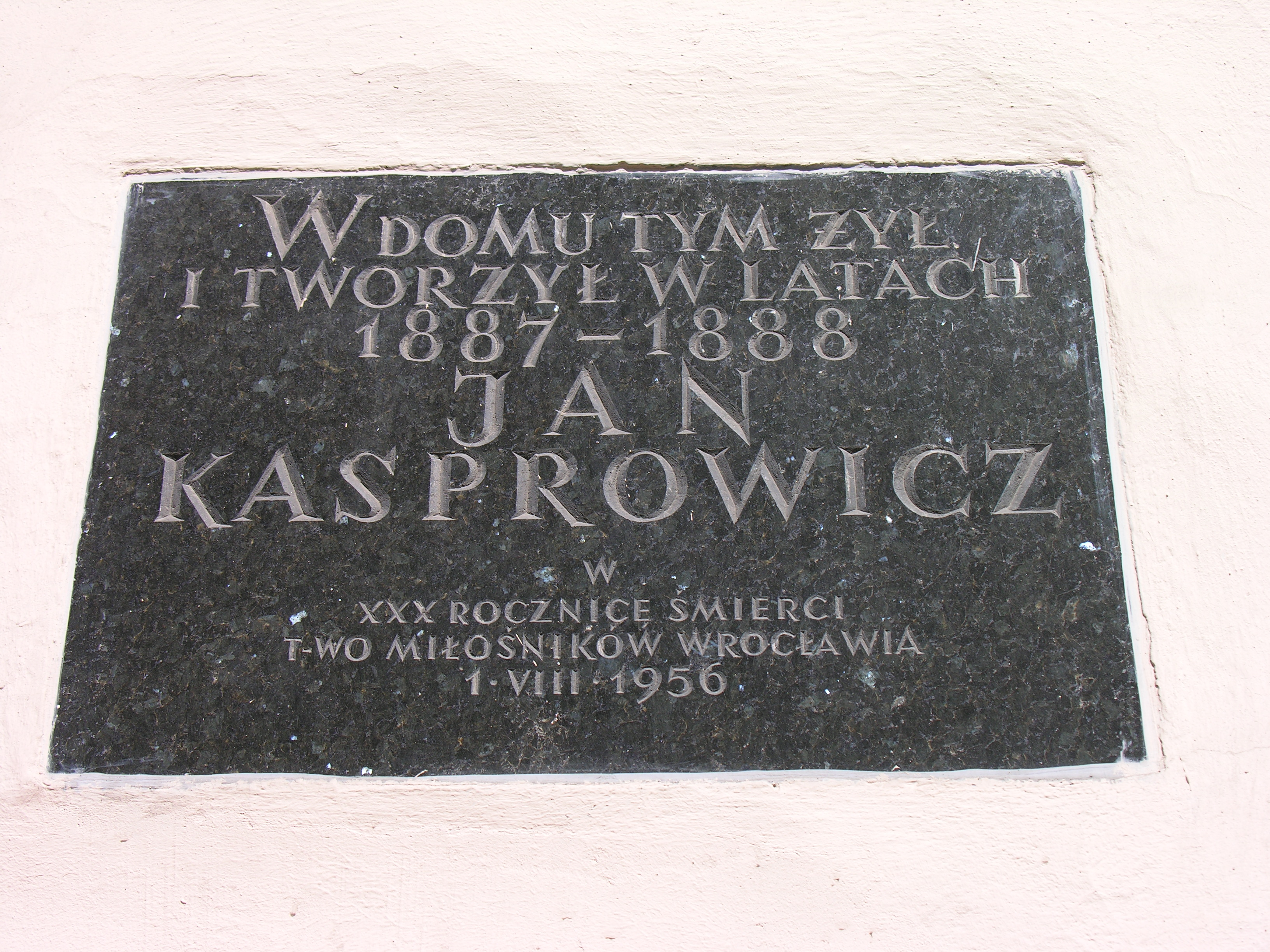
Tablica z 1956 r. upamiętniająca pobyt Jana Kasprowicza na Cybulskiego 17.

## Bibliografia

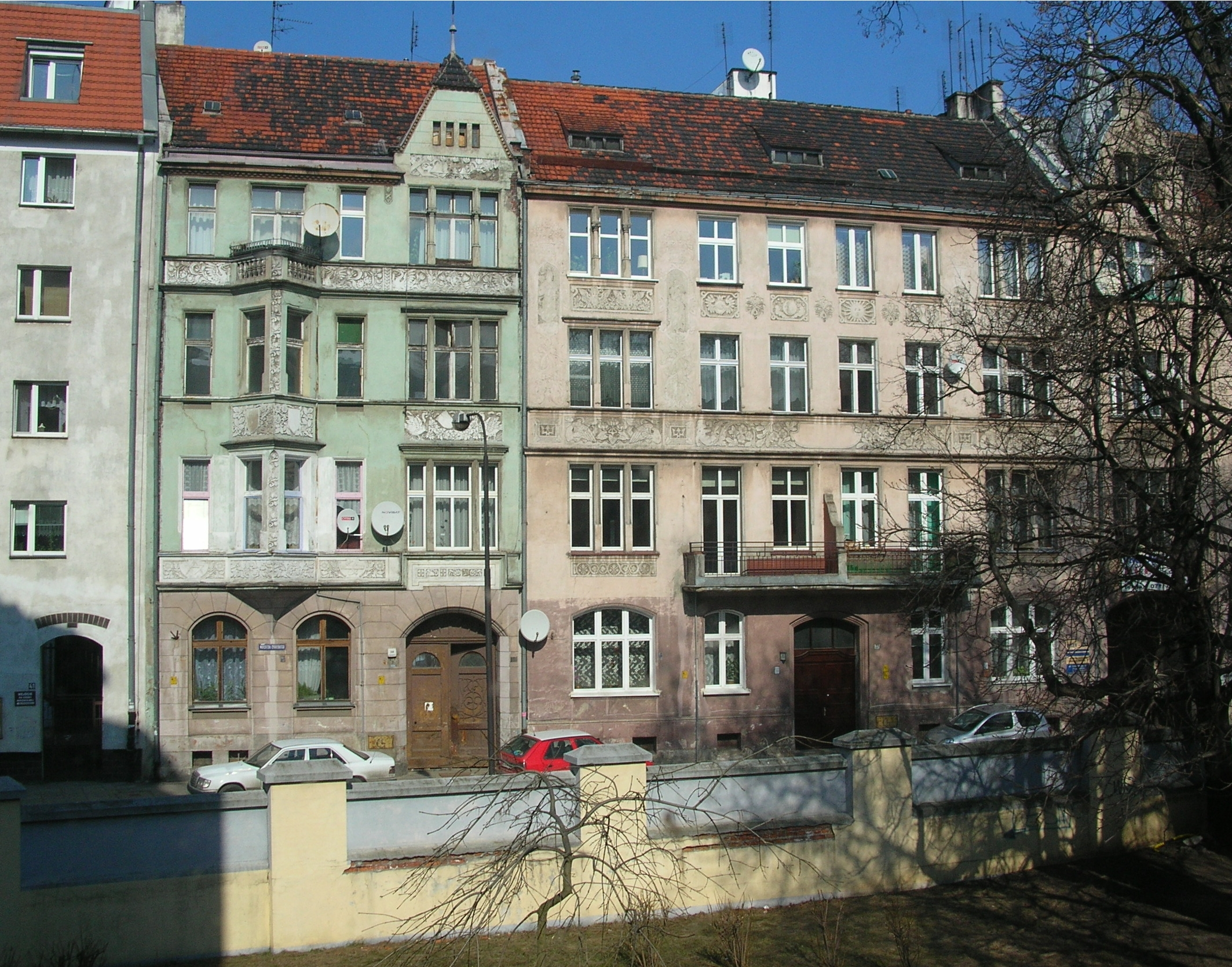
Kamienice nr 37 i 39 z dekoracją secesyjną.
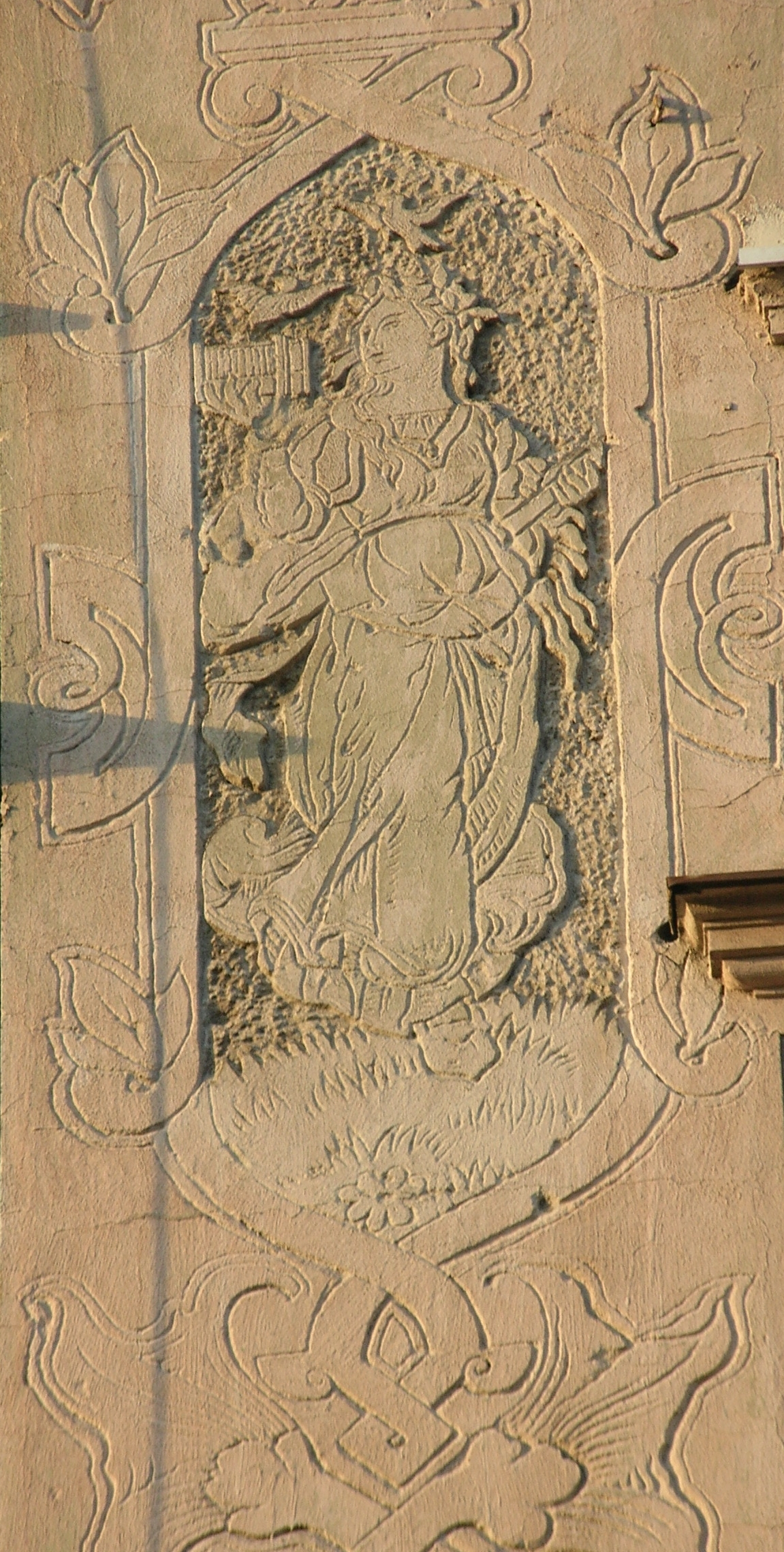
Fragment zdobień secesyjnych kamienicy nr 37 z 1899 r. Personifikacja pory roku.
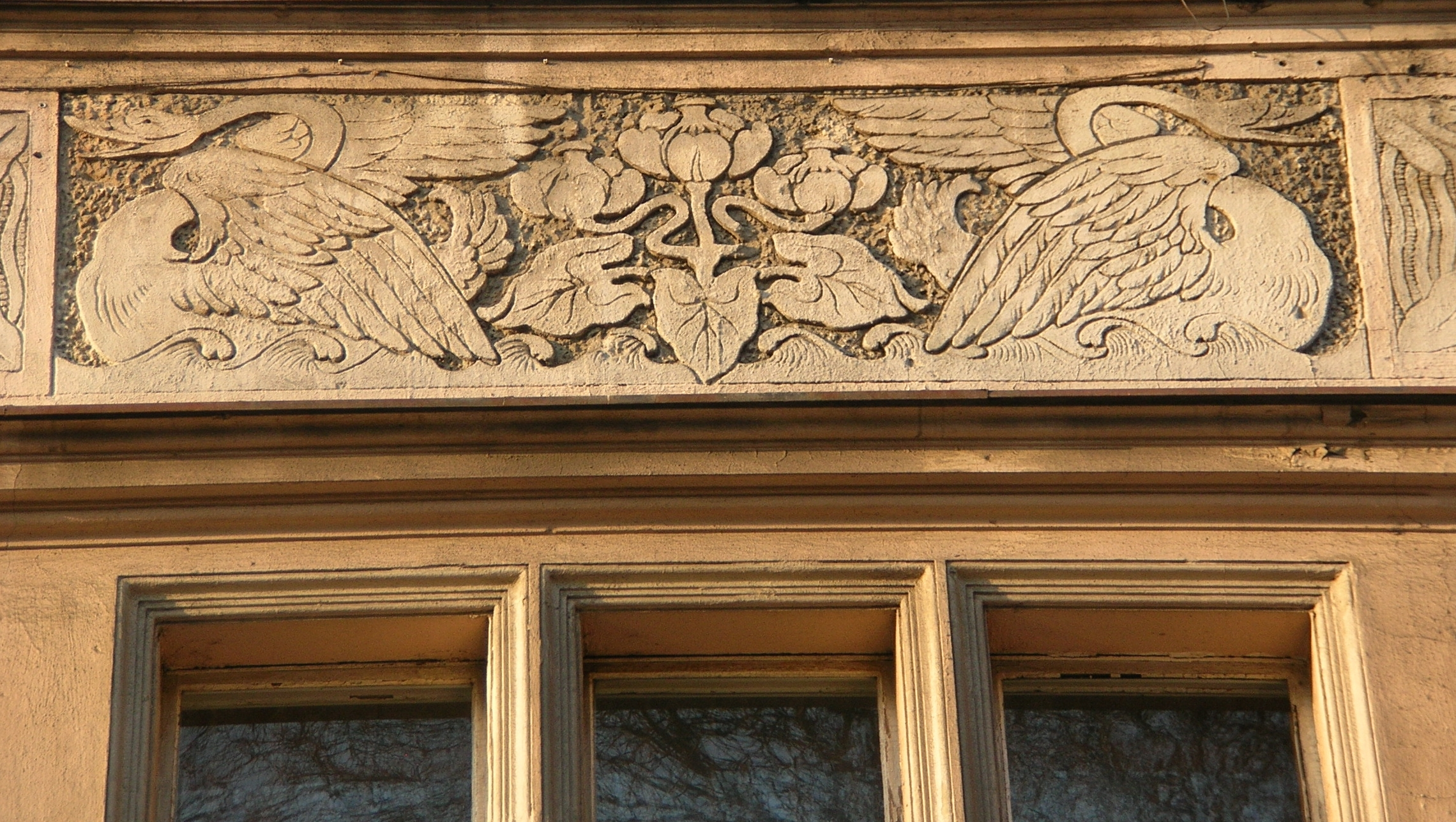
Fragment zdobień secesyjnych kamienicy nr 37.
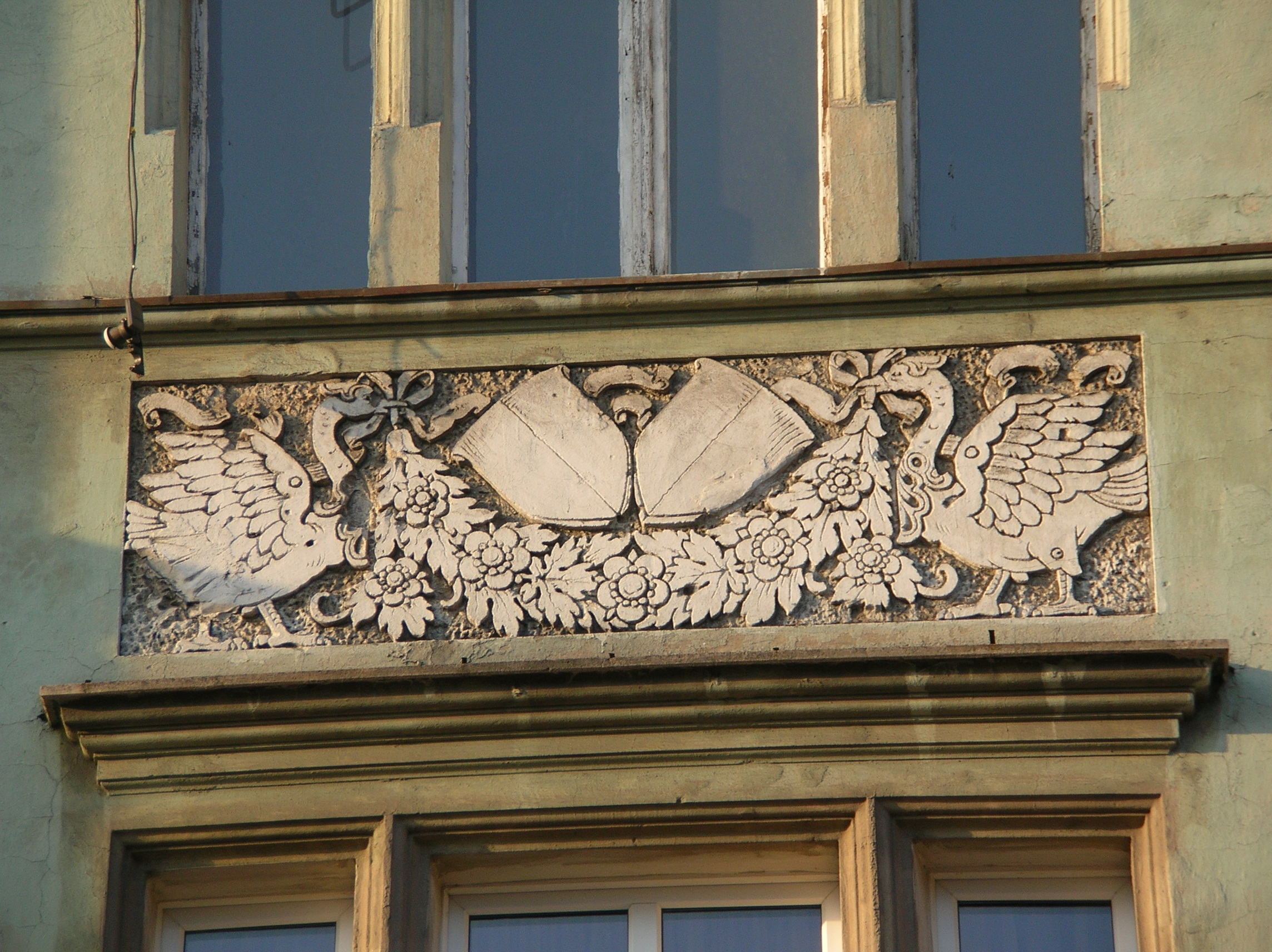
Fragment zdobień secesyjnych kamienicy nr 39.
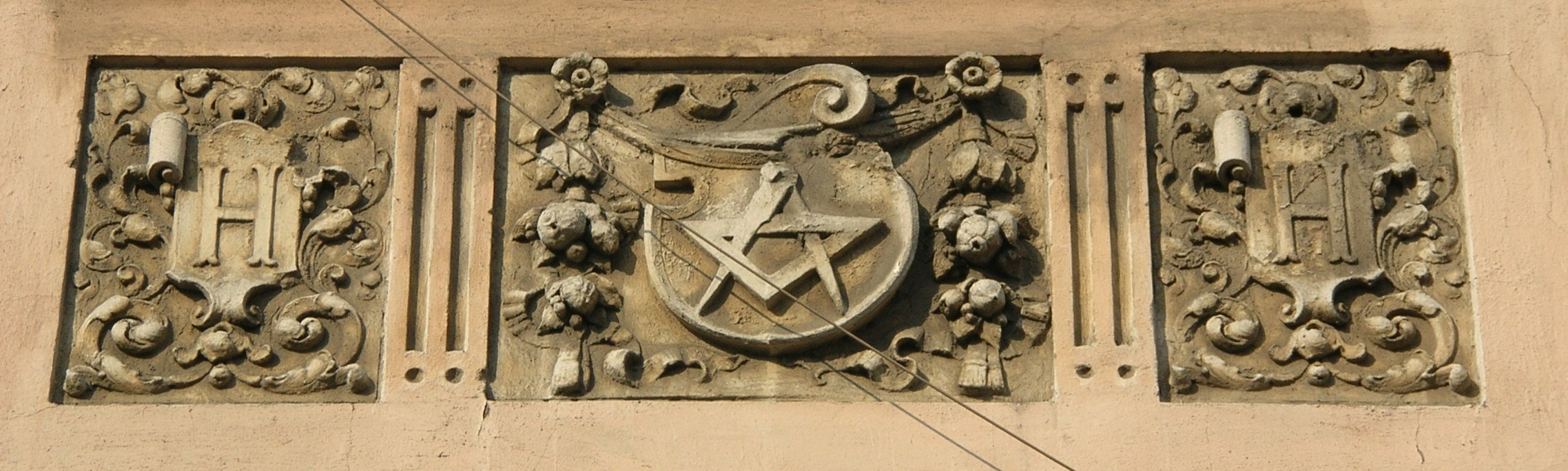
Fragment zdobień kamienicy nr 35
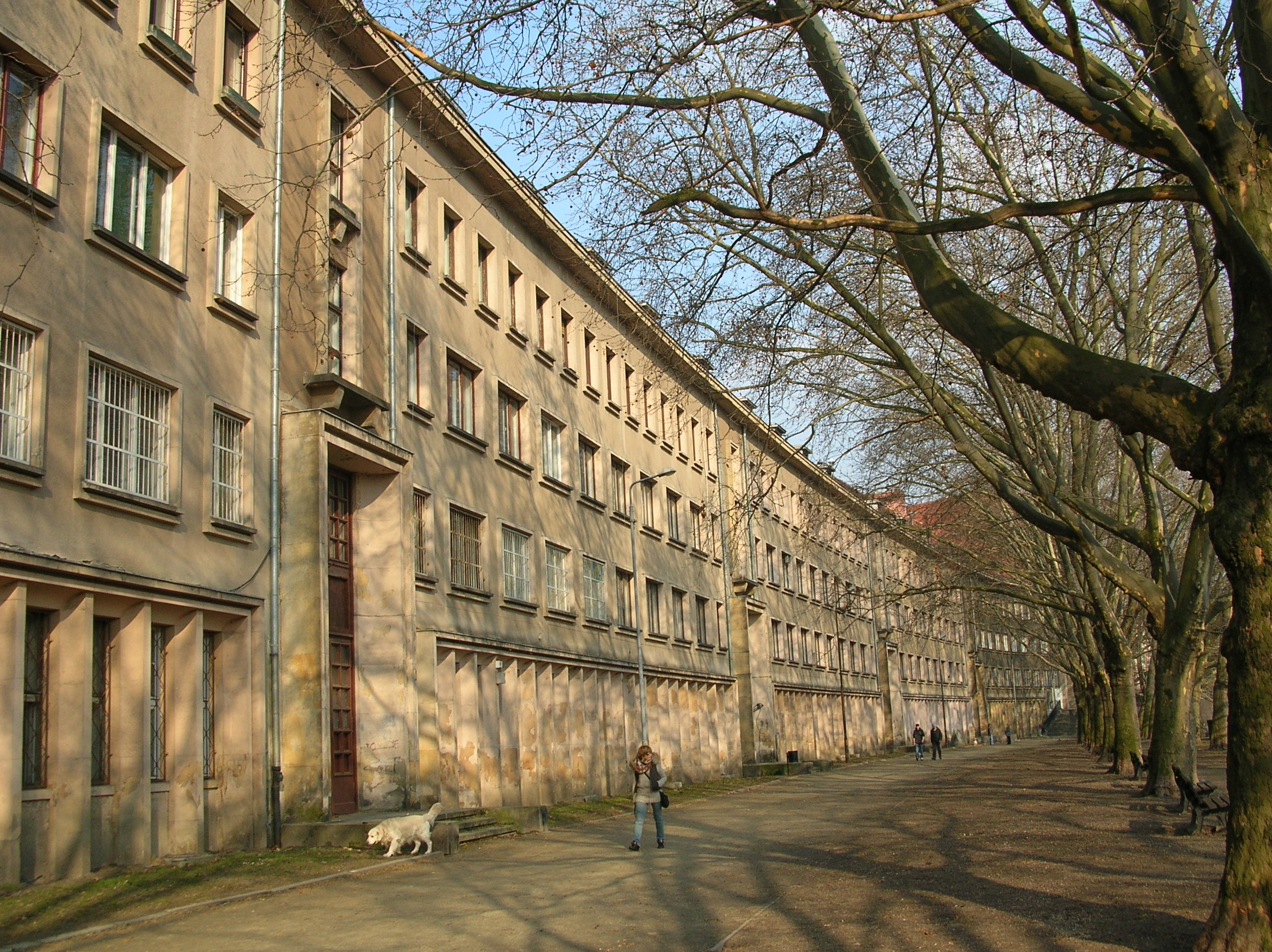
Budynek Instytutu Nauk Geologicznych Uniw. Wrocławskiego przy Cybulskiego, widok od bulwaru Zwierzyckiego.